# SS Aberdeen

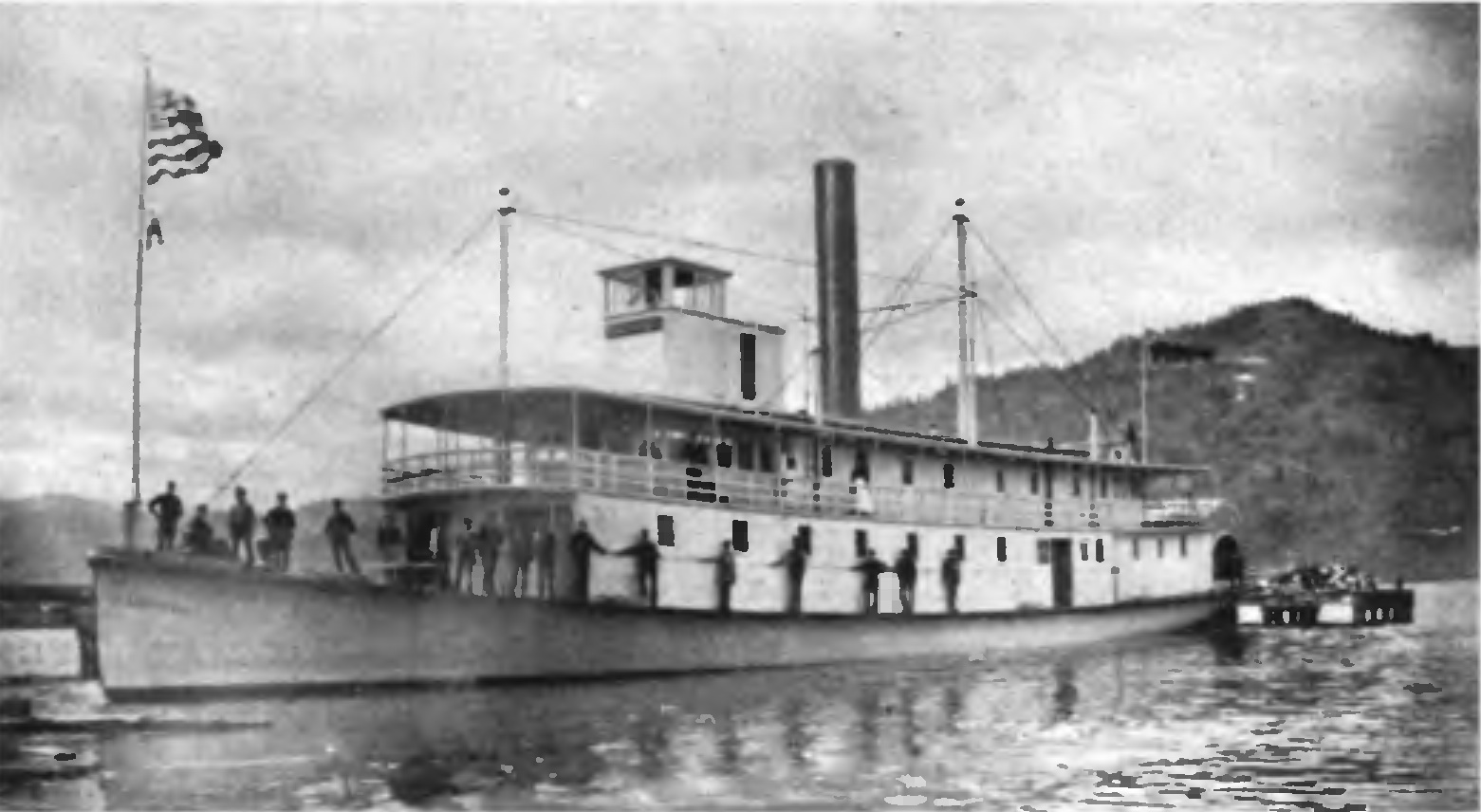
SS Aberdeen sur le Lac Okanagan, 1895

SS Aberdeen était un bateau à vapeur de la compagnie Canadien Pacifique. C'était le premier bateau à vapeur sur le lac Okanagan et il transportait les passagers et les marchandises d'Okanagan Landing à Penticton de 1893 à 1919. Aberdeen a lié les communautés le long du lac pour la première fois, ce qui a créé une nouvelle époque dans la Vallée Okanagan et qui a beaucoup aidé l'économie et le développement de l'intérieur de la Colombie-Britannique.

## Construction
Aberdeen a été commandé par Canadien Pacifique afin de prolonger la ligne de chemin de fer Shuswap et Okanagan d'Okanagan Landing à Penticton. Le président de la compagnie, William Cornelius Van Horne, a autorisé la construction en 1892. Le navire était dessiné par le constructeur de navires danois, John F. Steffen, et le maître d'œuvre Edwin G. McKay a surveillé la construction du steamer. Horace Campbell de Portland, Oregon a dessiné les moteurs, qui étaient construits à B.C. Iron Works. Canadien Pacifique a construit la chaudière à Montréal. Aberdeen a brûlé du bois jusqu'en 1902, quand il était transformé pour brûler du charbon.
Un chantier naval nommé Okanagan Landing a été construit près de Vernon pour construire et maintenir Aberdeen. Okanagan Landing était utilisé plus tard pour beaucoup de navires, tels que SS Okanagan, SS Naramata, et Sicamous. La construction d'Aberdeen a aussi fourni des emplois pour des entreprises locales, comme celles qui fournissaient la moulure et le bois.
Aberdeen était un bateau à roue à aubes de conception occidentale classique, et le bateau était appelé «Le meilleur steamer de l'intérieur des terres mis sur l'eau dans le Nord-ouest en 1893.» Elle était 146,2 pieds (44,6 m) par 29,9 pieds (9,1 m) et sa profondeur était 6,8 pieds (2,1 m). Il avait une capacité de 250 passagers et la capacité du pont de marchandises était de 180 tonnes.
Le premier pont avait la chaudière, la machinerie, les marchandises, et les quartiers pour huit membres de l'équipage. En avant étaient des escaliers qui menaient au pont saloon, où il y avait un fumoir en avant, le bureau du commissaire du bord en arrière, et une chambre de rechange. La salle à manger était dans le centre avec onze cabines de luxe aux deux côtés. La chambre de l'hôtesse, le garde-manger, et les toilettes et cabines des dames se trouvaient également au pont saloon. Cependant, les cabines n'étaient complétées quand Aberdeen était mis à l'eau. Il fallait un an pour les boiseries de rétrécir avant de mettre la dernière couche de peinture et la dorure. Les quartiers des officiers se trouvaient derrière le poste de pilotage.

## L'équipage
Le premier capitaine d'Aberdeen était Capitaine J. Foster, l'ancien second du paquebot côtier Islander. R. Williams était second, H. Fawcett était commissaire du bord, et W.B. Couson était l'ingénieur chef. Un capitaine notable était Capitaine Joseph Weeks, qui a commencé comme matelot de pont. Il est devenu capitaine de SS York et Aberdeen avant de devenir le dernier capitaine de Sicamous.

## Nom
Aberdeen était appelé comme John Campbell Gordon, septième Comte d'Aberdeen. Il possédait le grand Ranch Coldstream près de Vernon et a été nommé Gouverneur Général du Canada en 1893.

## Service
Aberdeen a été mis à l'eau le 22 mai, 1893, avec des foules qui arrivaient à pied ou en train à Okanagan Landing pour participer aux réjouissances. Les fermiers, colons, et marchands étaient ravis d'avoir un vaisseau à vapeur moderne de premier choix pour lier l'Okanagan pour la première fois. Avant Aberdeen, il y avait seulement de transportation primitive fournie par des individus sur le Lac Okanagan. Les opérations étaient petites, peu fiables, et insuffisantes de promouvoir le développement de la région. Aberdeen a beaucoup amélioré le service pour les résidents et avait un monopole sur le lac comme il n'y avait pas de vaisseaux comparables pour faire de la compétition avec lui. 
Il faisait des voyages aller-retour de Penticton à Okanagan Landing trois fois par semaine, mais le service terminait de janvier à mars, quand le steamer Penticton le remplaçait deux fois par semaine. Plus tard, Fairview et Greenwood faisaientt ceci. Jusqu'à la construction d'Okanagan en 1907, Aberdeen allait au sud les lundis, mercredis, et vendredis, et partait d'Okanagan Landing le matin pour arriver à Penticton l'après-midi. Il allait de Penticton à Okanagan Landing les mardis, jeudis, et samedis.
Au début, les quais étaient primitifs et il n'y avait pas beaucoup d'aménagement pour les voyageurs, mais les améliorations étaient faites et le commerce a augmenté. Les développements de miniers des années 1890 ont apporté beaucoup de circulation. L'Okanagan avait une industrie de fruit en plein essor pendant les années 1900 et les steamers étaient essentiels pour les exportations. York a été mis à l'eau en 1902 pour aider Aberdeen. En 1904, c'était évident que le vieux Aberdeen ne pouvait pas s'occuper de la circulation sur le lac. Okanagan a été mis à l'eau en 1907 et a remplacé Aberdeen, ce qui l'a libéré pour transporter les marchandises. Aberdeen était retiré en 1916 et sa coque était vendue pour 35 $.